# Hans Lund
Hans Lund, född omkring 1662, död 1745, var en svensk rådman och riksdagsman. 

## Biografi
Hans Lund var rådman i Skänninge. Han var riksdagsledamot vid riksdagen 1713–1714 och riksdagen 1719. Lund avled 1745.